# Graphomanie
Graphomanie (griechisch γραφειν graphein ‚schreiben‘ und μανία mania ‚Wahnsinn‘), auch synonym als Furor scribendi (lateinisch furor ‚Wut‘ und scribere ‚schreiben‘) bezeichnet, ist das krankhafte Bestreben zu schreiben und tritt als Symptom unter anderem im Rahmen chronisch organisch psychiatrischer Partialsyndrome, insbesondere einer organischen Wesensänderung, auf. Hierbei hat der Betroffene den Wunsch, seine Gedanken und Einfälle zu notieren. Ein ähnlicher Begriff, die Graphorrhö (griechisch: ῥεῖ rhei ‚fließen‘), auch als Kritzelsucht bezeichnet, beschreibt ebenfalls den Drang, sich mitzuteilen, der sich überwiegend in dem Verfassen von Schriftstücken, Briefen und Memoiren äußert.
Wie alle Handlungsmuster reicht die Bandbreite von einer (nur) natürlichen Handlung bis hin zum krankhaften oder manischen Zwang, einer Störung mit unter Umständen auch suchtähnlichem Charakter. Als Beispiel kann der Drang dienen, ein (manchmal hektisch verfasstes) Werk um jeden Preis zu publizieren und es unabhängig von Qualität der Leistung oder den Auswirkungen in die Öffentlichkeit zu bringen.
An Graphomanie oder Graphorrhö leiden häufig selbsternannte Publizisten, aber auch bekannte Schriftsteller, Kommentatoren (beispielsweise in zahlreichen Webseiten, Blogs oder Foren). Auch bekannte Personen litten an diesem Krankheitsbild. Zum Beispiel schrieb Alfred Krupp im Laufe seines Lebens mehrere tausend Briefe – manchmal derselben Person mehrere an einem Tag; er verfasste auch eine Unzahl an Memoranden an seine Arbeiter. Von Victor Hugo ist bekannt, dass er sein Haus auf Jersey förmlich mit Zitaten und Sinnsprüchen an Wänden und Mobiliar übersäte.